# Order of Merit

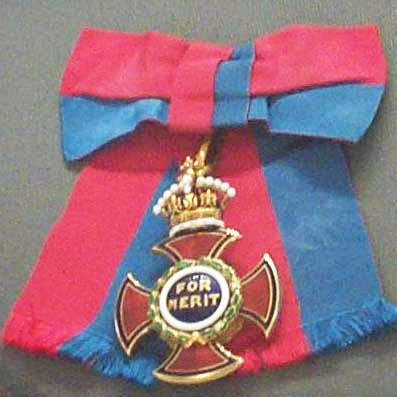
Ordenszeichen des Order of Merit (Vorderseite), an einer Damenschleife

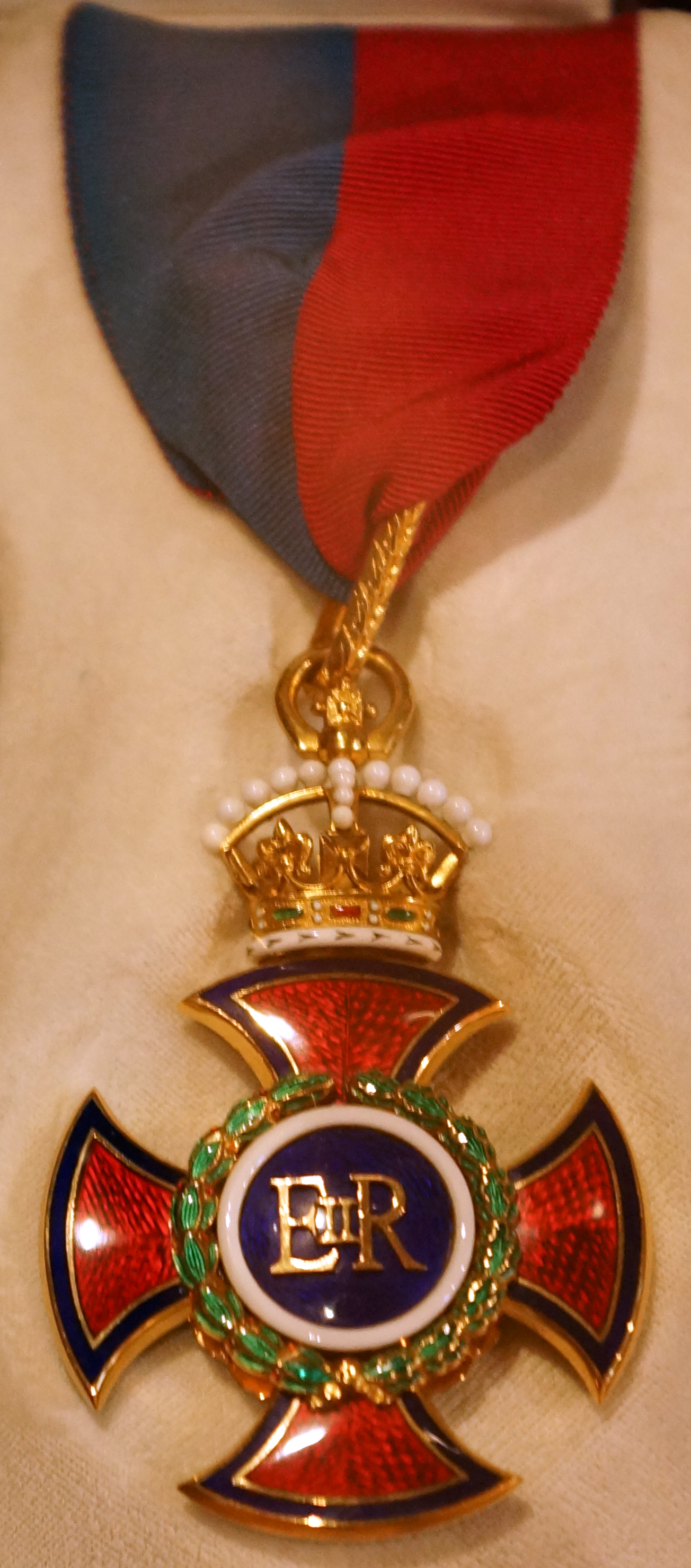
Ordenszeichen des Order of Merit (Rückseite)

Bandschnalle des Order of Merit

Der Order of Merit ist ein britischer ritterlicher Orden (order of chivalry). Er wurde am 23. Juli 1902 durch König Edward VII. als Verdienstorden gestiftet, um Persönlichkeiten zu ehren, die herausragende Leistungen beim Militär, in Wissenschaft, Kunst, Literatur oder auf anderen Gebieten erbracht haben.

## Allgemeines
Ordenssouverän ist der jeweils amtierende britische Monarch. Die Entscheidung über die Ordensverleihung trifft ausschließlich der Monarch, eines Vorschlags des Premierministers bedarf es nicht. Der Orden mit nur einer Ordensklasse, die der Member of the Order of Merit, ist in eine zivile und eine militärische Abteilung unterteilt; die Zahl der Mitglieder ist für beide Abteilungen zusammen auf 24 zuzüglich des Ordenssouveräns beschränkt. Das bislang letzte Ordensmitglied der militärischen Abteilung war der 1965 aufgenommene Earl Mountbatten of Burma († 1979). Seit dessen Tod hat die militärische Abteilung des Ordens keine Mitglieder, dennoch existiert sie offiziell weiterhin.
In den Order of Merit konnten von Anfang an auch Frauen aufgenommen werden, Florence Nightingale war 1907 das erste Ordensmitglied. Der Orden kann ehrenhalber auch an ausländische Personen verliehen werden; sie werden zur Höchstzahl nicht mitgezählt und die Anzahl ausländischer Ordensmitglieder ist nicht beschränkt. Ausländische Mitglieder des Ordens waren u. a. Albert Schweitzer, Dwight D. Eisenhower, Mutter Teresa und als vorerst letzter ab 1995 Nelson Mandela. Seit Mandelas Tod sind derzeit keine Ausländer Mitglieder des Ordens.
Ordensmitglieder sind befugt, den Namenszusatz (post-nominal) OM zu führen. Mit der Aufnahme in den Order of Merit ist keine Verleihung einer Ritterwürde verbunden.
Zwischen 1907 und 1913 wurden insgesamt 24 Porträtzeichnungen der ersten Mitglieder des Ordens angefertigt; 14 davon von William Strang. Das Porträt von Henry James wurde von John Singer Sargent gestaltet. Mit dem Ausbruch des Ersten Weltkriegs gerieten die Porträtzeichnungen in Vergessenheit. Erst 1987 belebte Königin Elisabeth II. diese Tradition wieder. Seit 1988 wurden 60 weitere Porträts gezeichnet, unter anderem das Bild von David Attenborough durch Jonathan Yeo im Jahr 2012. Lucian Freud fertigte ein Selbstporträt an. Das einzige Ordensmitglied von dem bislang kein Porträt existiert, ist Neil MacGregor. Die Zeichnungen sind in der Royal Collection ausgestellt.

## Ordensdekoration
Das Ordenszeichen ist ein blaubordiertes, rotemailliertes, kreisförmiges Ruppertkreuz in Gold, das von einer Tudorkrone überragt ist. Auf dem Medaillon in der Mitte befinden sich auf blauem Email, umgeben von einem goldenen Lorbeerkranz, die in goldenen Buchstaben geschriebenen Worte 
FOR MERIT (Für Verdienst)
und auf der Rückseite das Monogramm des jeweils regierenden britischen Monarchen. Beim Abzeichen für die militärische Abteilung befinden sich zusätzlich gekreuzte Schwerter in der Mitte. Das Ordensband ist in Blau und Rot gehalten. Männer tragen das Ordenszeichen an einem Band um den Hals, Frauen tragen es an einer Damenschleife an der linken Schulter.

## Ordensmitglieder
Aktuelle Ordensmitglieder sind:
- Ordenssouverän: Charles III.

- Mitglieder:

1. Norman Foster, Baron Foster of Thames Bank (1997), Architekt
2. Sir Roger Penrose (2000), Mathematiker
3. Sir Tom Stoppard (2000), Autor
4. Sir David Attenborough (2005), Naturforscher und Tierfilmer
5. Sir Tim Berners-Lee (2007), Informatiker, Erfinder des World Wide Web
6. Martin Rees, Baron Rees of Ludlow (2007), Astronom und Präsident der Royal Society
7. Robert Eames, Baron Eames (2007), Erzbischof von Armagh, Primas der Church of Ireland
8. Jean Chrétien (2009), ehemaliger Premierminister von Kanada
9. Neil MacGregor (2010), Direktor des British Museum
10. David Hockney (2012), Maler, Grafiker, Bühnenbildner und Fotograf
11. John Howard (2012), früherer Premierminister von Australien
12. Sir Simon Rattle (2014), Dirigent
13. Sir Magdi Yacoub (2014), Herzchirurg
14. Ara Darzi, Baron Darzi of Denham (2015), Chirurg und Politiker
15. Dame Ann Dowling (2015), Maschinenbauingenieurin
16. Sir James Dyson (2015), Unternehmer
17. Sir David Adjaye (2022), Architekt
18. Dame Elizabeth Anionwu (2022), Krankenschwester
19. Floella Benjamin, Baroness Benjamin (2022), Fernsehmoderatorin
20. Margaret MacMillan (2022), Historikerin
21. Sir Paul Nurse (2022), Biochemiker
22. Venkatraman Ramakrishnan (2022), Biologe
23. (vakant)
24. (vakant)